# شتيفاني شتورب
شتيفاني شتورب (بالألمانية: Stephanie Storp)‏ (و. 1968  م) هي لاعبة كرة سلة، ومنافسة ألعاب القوى ألمانية، ولدت في براونشفايغ، شاركت في الألعاب الأولمبية الصيفية 1996، والألعاب الأولمبية الصيفية 1992.

## روابط خارجية
- شتيفاني شتورب على موقع الاتحاد الدولي لألعاب القوى (الإنجليزية)
- شتيفاني شتورب على موقع أوليمبيديا (الإنجليزية)